# Artur de Sales
Artur Gonçalves de Sales (Salvador, 7 de março de 1879 — Salvador, 27 de junho de 1952) foi um poeta, tradutor e escritor brasileiro.   

## Biografia
Filho de Severiano Gonçalves de Sales e Maria Eufrosina de Aragão Sales. nasceu a 7 de Março de 1879 no bairro do Pilar, na Cidade Baixa. A água do mar chegava próxima à porta de sua casa. Morava bem próximo ao Cais Dourado, onde havia muitos estivadores, comerciantes e aconteciam sambas-de-roda e rodas de capoeira. Essas primeiras impressões marcariam-no profundamente. Elabora seus primeiros versos aos treze anos e suas poesias são publicadas pela primeira vez em 1901 por diversas revistas de Salvador.
Em 1905 forma-se pela Escola Normal da Bahia.
Arthur de Salles foi Imortal da Academia Baiana de Letras, ocupando ali a Cadeira de número 3, que ocupou até sua morte, em 1952, sendo sucedido por Eloywaldo Chagas de Oliveira.
Em 1908 é nomeado bibliotecário da Escola Agrícola da Bahia, situada na vila de São Francisco do Conde. Publica seus poemas em diversas revistas da Bahia. Por essa época, participa dos serões, dos recitais de poesia na casa de seu tio Martinho Gonçalves de Salles Brasil, ao lado de seu pai, Severiano, da poetisa Amélia Rodrigues, dos Balthazar da Silveira, dos Mangabeira etc.
A Revolução de 1930 fechou os Aprendizados e fez com que o poeta caísse em disponibilidade não-remunerada. Em 1935 é nomeado para o mesmo cargo de professor adjunto, para o Aprendizado de Quissamã, Sergipe. Enquanto estava em disponibilidade, foi ensinar no Instituto Baiano de Ensino de seus antigos condiscípulos Hugo e Giraldo Balthazar da Silveira. Lecionou português, francês e história.

## Produção literária
É desta época a tradução de Macbeth, de Shakespeare, única tradução em versos rimados, da Língua Portuguesa, publicada pela Editora Jackson. É também nesta época que Monteiro Lobato o convida a publicar uma pequena seleção de seus versos, o que Salles não aceitou. Para ele, a coletânea tinha que ser mais abrangente,  mais representativa de sua obra.
Ainda deste período é o seu poema "Ocaso no Mar":
Ocaso no Mar

O céu a valva azul de uma concha semelha
De que outra valva é o mar ouriçado de escamas.
No ponto de junção, o sol - molusco em chamas -
Do bisso espalha no ar a incendida centelha.
Listões de intenso anil, raias de cor vermelha,
Grandes manchas de opala, arabescos e lhamas,
Da luz todos os tons, da cor todas as gamas
Vibram na valva azul que a valva verde espelha.
Mas todo este fulgor esmaece e se apaga.
Tímido, o olhar do sol boia de vaga em vaga,
Porque uma sombra investe a sua concha enorme.
É a noite: como um polvo, insidiosa, se eleva.
Desenrola os seus mil tentáculos de treva:
E o sol, vendo-a crescer, fecha as valvas e dorme.

Agripino Grieco, crítico literário, em conferência no Instituto Histórico e Geográfico da Bahia, disse que "se toda a poética nacional se perdesse num naufrágio, e só restasse 'Ocaso no mar', o crítico da história, lendo-o, exclamaria: 'Aqui viveu um grande povo!'" É de seu primeiro livro, "Poesias", o poema Lúcia, muito apreciado pela crítica, que o considerava o maior poeta da Bahia depois de Castro Alves:
Lúcia

Lúcia chegou, quando do inverno o tredo
Vento agitava o coqueiral vetusto.
Vinha ofegante, e pálida de susto,
E trêmula de medo...
Ah! quanto beijo e quanto riso ledo
Deu-me o seu lábio, rúbido e venusto!
Quanto divino sentimento augusto,
Quanto infantil segredo!
Lúcia partiu... E aquele riso doce
Lúcia levou! A casa transformou-se
Num sepulcral degredo.
Se o vento agita o coqueiral vetusto,
Inda a recordo: pálida de susto
E trêmula de medo...
É, ainda, de Artur de Sales a letra do "Hino ao Senhor do Bonfim", cujos primeiros versos tantas boas lembranças trazem aos ouvidos baianos:
Glória a Ti neste dia de glória,
Glória a Ti, Redentor, que há cem anos
Nossos pais conduziste à vitória
Pelos mares e campos baianos.
Desta sagrada colina,
Mansão da misericórdia,
Dá-nos a graça divina
Da justiça e da concórdia.

## O caso da vida
Cláudio Veiga nos conta, em seu livro "Sete tons de uma poesia maior - Uma leitura de Artur de Sales", que, uma vez aposentado, o poeta encontrou uma modesta sinecura, proporcionada por Otávio Mangabeira, seu amigo da Academia de Letras da Bahia, e então governador da Bahia.
"Apesar de seu retraimento - diz Veiga -, não se divorciou da vida literária de sua província. Participou ativamente do movimento Nova Cruzada, aproximou-se dos jovens promotores de "Arco&Flexa", frequentava as reuniões da ALA (Ala das Letras e das Artes). Filiado à Associação Brasileira de Escritores, era presidente da seção da Bahia, quando, em 1948, se realizou em Salvador um congresso nacional promovido pela entidade." Foi um dos fundadores da Academia de Letras da Bahia, junto com Rui Barbosa, Otávio Mangabeira, Antônio Alexandre Borges dos Reis, Afrânio Peixoto, Miguel Calmon, Aloysio de Carvalho (Lulu Parola), Teodoro Sampaio, Oscar Freire, Carneiro Ribeiro, Seabra, Pirajá da Silva, Arlindo Fragoso, os Castro Rebelo, os Moniz Sodré etc.
Em 1947, na Faculdade de Filosofia da Universidade da Bahia, ministrou a aula inaugural de um curso sobre Castro Alves.
Sua produção literária vai de 1901 até 1930. Ele explica, em 1951: "Desde 1930 por motivos de todos conhecidos e pelo infortúnio, me afastei das atividades literárias. Anteriormente, pensava como Gabriele d'Annunzio: 'Criar com alegria'. Hoje, depois de muito pensar, medito como Goethe: 'Da tua dor faze um poema'... E eu ainda não comecei o poema da minha dor."
1. 1 2  «ARTHUR DE SALLES: UM TROVADOR MEDIEVAL? _ Alicia Duhá Lose*» (PDF). (ufba.br). Consultado em 14 de julho de 2015
2. 1 2  «DISCURSO DE POSSE DO PROFESSOR DOUTOR EDVALDO BRITO NA ACADEMIA DE LETRAS DA BAHIA». Revista do Programa de Pós-Graduação em Direito da UFBA,e-issn 2358-4777, v. 29, n. 02, p.166-185, Jul-Dez 2019. Consultado em 14 de fevereiro de 2021
3. 1 2  «27 DE JUNHO – ANIVERSÁRIO DA MORTE DO POETA ARTUR DE SALES». CMSFC. Consultado em 14 de julho de 2015
4. 1 2  «Morre, aos 83 anos, Anna Amélia Vieira Nascimento, membro da Academia de Letras da Bahia, cadeira número 3 da ALB». JORNAL CORREIO DA BAHIA. Consultado em 14 de fevereiro de 2021
5. 1 2  «FRAGOSO, Arlindo *dep. fed. BA 1918-1923.FUNDADOR DA ACADEMIA DE LETRAS DA BAHIA Centro de Documentação da Fundação Getúlio Vargoas –CPDOC- FVG» (PDF). CPDOCFVG. Consultado em 14 de fevereiro de 2021